# Chianca de Garcia
Eduardo Augusto Chianca da Silva Garcia (14 de mayo de 1898, Lisboa - 28 de enero de 1983, Río de Janeiro), más conocido como Chianca de Garcia, fue un productor y director de cine y teatro portugués, además de periodista y escritor.

## Biografía
Chianca de Garcia nació en Lisboa (Portugal) el 14 de mayo de 1898, con el nombre de Eduardo Augusto Chianca da Silva Garcia. Comenzó a trabajar como periodista. En 1923 y junto a Norberto Lopes, escribió la obra de teatro A filha do Lázaro, que fue estrenada en el Teatro Politeama de Lisboa, y unos años después, en 1937 y esta vez con Tomás Ribeiro Colaço, la revista Água vai!, presentada también en la capital portuguesa, en el Teatro da Trindade. 
Durante los años 1920 fundó la revista cinematográfica Imagem junto al cineasta António Lopes Ribeiro. Su debut como director tuvo lugar en 1930, cuando estrenó la comedia musical Ver e Amar!, que también produjo. A partir de entonces, dirigió y escribió dos películas en Portugal, A Rosa do Adro (1938) y Aldeia da Roupa Branca (1939). De regreso a Río de Janeiro, dirigió Pureza (1940), una adaptación de la novela homónima de José Lins do Rego, quien también participó en el guion junto a Milton Rodrigues y el propio Chianca. Intentó adaptar también el romance Mar morto, de Jorge Amado, pero el proyecto no avanzó. 
A finales de los años 1940 volvió a trabajar en varias revistas: produjo Un milhão de mulheres (1947), coescribió O rei do samba (1947) con Joaquim Maia, junto a este último y a Geysa Boscoli coescribió Beijos, abraços e amor! (1948), produjo y dirigió To aí nessa boca... (1949), y dirigió y coescribió Escandalos (1950) junto a Hélio Ribeiro. Dirigió además la telenovela Coração Delator (1953).

## Filmografía
| Año  | Película                 | Rol      | Rol       | Rol       |
| Año  | Película                 | Director | Guionista | Productor |
| ---- | ------------------------ | -------- | --------- | --------- |
| 1930 | Ver e Amar!              | Sí       |           | Sí        |
| 1936 | O Trevo de Quatro Folhas | Sí       | Sí        |           |
| 1938 | A Rosa do Adro           | Sí       | Sí        |           |
| 1939 | Aldeia da Roupa Branca   | Sí       | Sí        |           |
| 1940 | Pureza                   | Sí       | Sí        |           |
| 1941 | 24 Horas de Sonho        | Sí       | Sí        |           |
| 1952 | Apassionata              |          | Sí        |           |